# Список статс-дам русского императорского двора

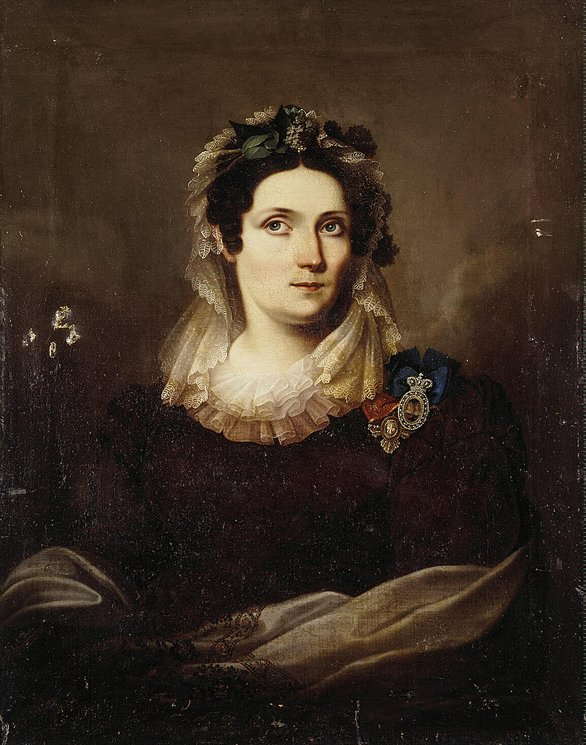
Портрет неизвестной статс-дамы и кавалерственной дамы

Статс-дамы — при российском императорском дворе вторая по численности группа придворных дам после фрейлин. Впервые появились при Петре I, на коронацию Екатерины I (7 мая 1724 года), до этого имели портреты.
Как правило, большинство из них являлись кавалерственными дамами. Аналогом фрейлинского шифра для статс-дам выступал портрет императрицы с короной в бриллиантовой оправе, которым они вместе с орденом жаловались, как правило, при назначении на должность.
В 1870 и 1871 годах журнал «Русская старина» опубликовал наиболее известный список статс-дам, составленный П. Ф. Карабановым.
Список сгруппирован по царствованиям.

## Список

### ЭпохаПетра I(до 1725 года)
| № | Дата назначения                       | Портрет | Имя                                                 | Годы жизни | Примечание |
| - | ------------------------------------- | ------- | --------------------------------------------------- | ---------- | --- |
| 1 | 1 августа 1711                        |         | Голицына, Анастасия Петровна, княгиня               | 1665—1729  | Супруга (с 1684) князя И. А. Голицына |
| 2 | 1 августа 1711                        |         | Кантемир, Кассандра (Александра) Сергеевна, княгиня | 1682—1713  | Первая супруга (с 1685) князя Д. К. Кантемира. Император Пётр I пожаловал её своим портретом, но собственно статс-дамой никогда не именовалась. |
| 3 | 1 августа 1711                        |         | Скоропадская, Анастасия Марковна                    | 1667—1729  | Супруга (с 1700) гетмана И. И. Скоропадского |
| 4 | 1 августа 1711                        |         | Строганова, Мария (Васса) Яковлевна                 | 1677—1733  | Вторая супруга Г. Д. Строганова. Император Пётр I удостоил её своим портретом. Считается первой статс-дамой                                     |
| 5 | 7 мая 1724 (в день коронации супруги) |         | Балк, Матрёна Ивановна                              |            | Супруга (с 1699) Ф. Н. Балк |
| 6 | 7 мая 1724                            |         | Вильбоа, Елизавета Ивановна                         | ум. 1757   | Супруга капитана 1-го ранга Н. П. Вильбоа. Дочь пастора Э. Глюка, у которого в девичестве служила Екатерина I                                   |
| 7 | 7 мая 1724                            |         | Кампенгаузен, Маргарита, баронесса                  | ум. 1733   | Первая супруга (с 1712) барона Б. Кампенгаузена                                                                                                 |
| 8 | 7 мая 1724                            |         | Олсуфьева, Анна Ивановна                            | ум. 1748   | Вторая супруга (с 1719) М. Д. Олсуфьева. Дочь контр-адмирала И. А. Сенявина                                                                     |

### ЭпохаЕкатерины I(1725—1727)
| № | Дата назначения                                     | Портрет | Имя                                        | Годы жизни | Примечание |
| - | --------------------------------------------------- | ------- | ------------------------------------------ | ---------- | --- |
| 1 | 21 мая 1725 (в день венчания царевны Анны Петровны) |         | Бестужева-Рюмина, Анна Гавриловна, графиня | ум. 1751   | До 10.11.1722 года была гоффрейлиной. Супруга (с 1723) графа П. И. Ягужинского.                                                                          |
| 2 | 21 мая 1725                                         |         | Остерман, Марфа Ивановна, графиня          | 1698—1781  | Супруга (с 1721) графа А. И. Остермана. |
| 3 | 21 мая 1725                                         |         | Черкасская, Мария Юрьевна, княгиня         | 1696—1747  | Вторая супруга (с 1710) князя А. М. Черкасского Императрица Елизавета 18 декабря 1741 года утвердила её в звании статс-дамы и наградила своим портретом. |
| 4 | 21 мая 1725                                         |         | Чернышёва, Авдотья Ивановна, графиня       | 1693—1747  | Супруга (с 1710) Г. П. Чернышёва В 1742 году пожалована с мужем в графское достоинство. Была статс-дамой при императрице Елизавете и имела её портрет.   |
| 5 | 10 марта 1726                                       |         | Лопухина, Наталья Фёдоровна                | 1699—1763  | Супруга (с 1715) С. В. Лопухина |

### ЭпохаАнны Иоанновны(1730—1740)
| № | Дата назначения               | Портрет | Имя                                    | Годы жизни | Примечание |
| - | ----------------------------- | ------- | -------------------------------------- | ---------- | --- |
| 1 | 3 мая 1730 (в день коронации) |         | Бирон, Бенигна Готлиба, герцогиня      | 1703—1782  | Супруга (с 1723) герцога Курляндского Э. И. Бирона |
| 2 | 3 мая 1730                    |         | Головкина, Екатерина Ивановна, графиня | 1700—1791  | Супруга (с 1722) графа М. Г. Головкина |
| 3 | 3 мая 1730                    |         | Салтыкова, Прасковья Юрьевна, графиня  | 1704—1767  | Супруга (с 1715) П. С. Салтыкова В 1733 году пожалована с мужем в графское достоинство. С декабря 1741 года статс-дама императрицы Елизаветы Петровны, с пожалованием портрета |

### ЭпохаЕлизаветы Петровны(1741—1761)
| №  | Дата назначения                   | Портрет | Имя                                               | Годы жизни | Примечание |
| -- | --------------------------------- | ------- | ------------------------------------------------- | ---------- | --- |
| 1  | 25 ноября 1741                    |         | Гессен-Гомбургская, Анастасия Ивановна, принцесса | 1700—1755  | Вторая супруга (с 1717) князя Д. К. Кантемира. В 1723 году вторично вышла замуж за Людвига Вильгельма Гессен-Гомбургского      |
| 2  | 18 декабря 1741                   |         | Салтыкова, Мария Алексеевна                       | 1701—1752  | Вторая супруга генерал-аншефа В. Ф. Салтыкова                                                                                  |
| 3  | 25 апреля 1742 (в день коронации) |         | Воронцова, Анна Карловна, графиня                 | 1722—1775  | Супруга (с 1741) канцлера графа М. И. Воронцова С 29 июня 1760 года обер-гофмейстерина двора                                   |
| 4  | 25 апреля 1742                    |         | Гендрикова, Анна Артемьевна, графиня              | 1723—1744  | Супруга (с 1742) графа Андрея Симоновича Гендрикова. Дочь и наследница кабинет-министра А. П. Волынского                       |
| 5  | 25 апреля 1742                    |         | Чоглокова, Мария Симоновна                        | 1723—1756  | Супруга (с 1742) камергера Н. Н. Чоглокова. Овдовев, вышла замуж за А. И. Глебова. С 26 мая 1746 года обер-гофмейстерина двора |
| 6  | 25 апреля 1742                    |         | Шувалова, Мавра Егоровна, графиня                 | 1708—1759  | Супруга (с 1742) графа П. И. Шувалова                                                                                          |
| 7  | 28 января 1743                    |         | Шереметева, Варвара Алексеевна, графиня           | 1711—1767  | Супруга (с 1743) графа П. Б. Шереметева                                                                                        |
| 8  | 6 сентября 1746                   |         | Румянцева, Мария Андреевна, графиня               | 1699—1788  | Супруга (с 1720) графа А. И. Румянцева С 10 июля 1778 года обер-гофмейстерина двора                                            |
| 9  | 28 октября 1746                   |         | Разумовская, Екатерина Ивановна, графиня          | 1729—1771  | Супруга (с 1746) графа К. Г. Разумовского                                                                                      |
| 10 | 1747                              |         | Корф, Екатерина Карловна, баронесса               | ум. 1757   | Супруга барона Н. А. Корфа |
| 11 | 1747                              |         | Трубецкая, Ирина Григорьевна, княгиня             | 1669—1749  | Супруга (с 1691) князя И. Ю. Трубецкого                                                                                        |
| 12 | 5 ноября 1747                     |         | Сафонова, Марфа Симоновна                         | 1727—1753  | Супруга (с 1747) генерал-поручика М. И. Сафонова                                                                               |
| 11 | декабрь 1747                      |         | Измайлова, Анастасия Михайловна                   | 1703—1761  | Супруга генерал-майора Василия Андреевича Измайлова                                                                            |
| 12 | 1749                              |         | Нарышкина, Елена Александровна                    | 1708—1767  | Супруга А. Л. Нарышкина. С 1762 года гофмейстерина Высочайшего Двора                                                           |
| 13 | 28 января 1751                    |         | Голицына, Екатерина Дмитриевна, княгиня           | 1720—1761  | Супруга (c 1751) князя Д. М. Голицына С 1744 года камер-фрейлина                                                               |
| 14 | 1756                              |         | Скавронская, Мария Николаевна, графиня            | 1732—1805  | Супруга (c 1754) графа М. К. Скавронского                                                                                      |
| 15 | 1756                              |         | Трубецкая, Анна Львовна, княгиня                  | 1704—1776  | Супруга князя А. Ю. Трубецкого                                                                                                 |
| 16 | 26 октября 1756                   |         | Апраксина, Агриппина Леонтьевна                   | 1719—1771  | Супруга генерал-фельдмаршала С. Ф. Апраксина                                                                                   |

### ЭпохаЕкатерины II(1762—1796)
| №  | Дата назначения                     | Портрет | Имя                                              | Годы жизни | Примечание |
| -- | ----------------------------------- | ------- | ------------------------------------------------ | ---------- | --- |
| 1  | 22 сентября 1762 (в день коронации) |         | Дашкова, Екатерина Романовна, княгиня            | 1743—1810  | Супруга (с 1759) князя М. И. Дашкова.                                                                                              |
| 2  | 22 сентября 1762                    |         | Матюшкина, Анна Алексеевна, графиня              | 1722—1804  | Супруга (с 1754) графа Д. М. Матюшкина. С 1796 года обер-гофмейстерина двора, первая из дам стала носить портрет на правой стороне |
| 3  | 15 августа 1773                     |         | Брюс, Прасковья Александровна, графиня           | 1729—1786  | Супруга (с 1751) графа Я. А. Брюса                                                                                                 |
| 4  | 15 августа 1773                     |         | Голицына, Дарья Алексеевна, княгиня              | 1724—1789  | Супруга (с 1747) князя А. М. Голицына                                                                                              |
| 5  | 15 августа 1773                     |         | Румянцева, Екатерина Михайловна, графиня         | 1724—1779  | Супруга (с 1748) графа П. А. Румянцева-Задунайского                                                                                |
| 6  | 15 сентября 1773                    |         | Нарышкина, Анна Никитична                        | 1730—1820  | Супруга (с 1749) сенатора А. А. Нарышкина. С 1796 года обер-гофмейстерина двора                                                    |
| 7  | 15 сентября 1773                    |         | Чернышёва, Анна Родионовна, графиня              | 1744—1830  | Супруга (с 1766) графа З. Г. Чернышёва                                                                                             |
| 8  | 1 январь 1776                       |         | Потёмкина, Дарья Васильевна                      | 1704—1780  | Мать Григория Александровича Потёмкина                                                                                             |
| 9  | 22 сентября 1777                    |         | Орлова, Екатерина Николаевна, светлейшая княгиня | 1758—1781  | Супруга (с 1777) светлейшего князя Г. Г. Орлова                                                                                    |
| 10 | 12 ноября 1781                      |         | Браницкая, Александра Васильевна, графиня        | 1754—1838  | Супруга (с 1781) графа Ф. К. Браницкого. Племянница Потемкина. С 1824 года обер-гофмейстерина двора                                |
| 11 | 17 августа 1786                     |         | Скавронская, Екатерина Васильевна, графиня       | 1761—1829  | Супруга (с 1781) графа П. М. Скавронского; во втором за графом Джулио Литта. Племянница Потемкина С 1824 года гофмейстерина двора  |
| 12 | 1792                                |         | Потоцкая, Юзефина Амалия, графиня                | 1752—1798  | Вторая супруга (с 1774) графа Станислава Потоцкого                                                                                 |
| 13 | 1792                                |         | Шувалова, Екатерина Петровна, графиня            | 1743—1816  | Супруга (с 1762) графа А. П. Шувалова                                                                                              |
| 14 | 2 сентября 1793                     |         | Салтыкова, Дарья Петровна, графиня               | 1739—1802  | Супруга (с 1771) графа И. П. Салтыкова                                                                                             |
| 15 | 2 сентября 1793                     |         | Салтыкова, Наталья Владимировна, графиня         | 1736—1812  | Супруга (с 1762) графа Н. И. Салтыкова                                                                                             |
| 16 | 5 апреля 1794                       |         | Ливен, Шарлотта Карловна, баронесса              | 1742—1828  | Супруга барона Отто-Генриха фон Ливена. С 1799 года графиня, с 1826 года светлейшая княгиня                                        |
| 17 | 31 декабря 1794                     |         | Репнина, Наталья Александровна, княгиня          | 1737—1798  | Супруга князя Н. В. Репнина |
| 18 | 1 января 1795                       |         | Зубова, Елизавета Васильевна, графиня            | 1742—1813  | Супруга (с 1759) графа А. Н. Зубова                                                                                                |

### ЭпохаПавла I(1796—1801)
| №  | Дата назначения                  | Портрет | Имя                                                                           | Годы жизни | Примечание                                                                                            |
| -- | -------------------------------- | ------- | ----------------------------------------------------------------------------- | ---------- | --- |
| 1  | 10 ноября 1796                   |         | Мусина-Пушкина, Прасковья Васильевна, графиня                                 | 1754—1826  | Супруга (с 1759) графа В. П. Мусина-Пушкина                                                           |
| 2  | 13 ноября 1796                   |         | Рённе, Мария Андреевна                                                        | 1752—1810  | Вторая жена (с 1778) генерал-поручика К. И. Рённе. Гофмейстерина двора великой княгини Анны фёдоровны |
| 3  | 22 ноября 1796                   |         | Лафон, Софья Ивановна де                                                      | 1717—1797  | Начальница Смольного института благородных девиц                                                      |
| 4  | 5 апреля 1797 (в день коронации) |         | Безбородко, Евдокия Михайловна                                                | 1716—1803  | Супруга А. Я. Безбородко                                                                              |
| 5  | 5 апреля 1797                    |         | Долгорукова, Екатерина Александровна, княгиня                                 | 1750—1811  | Супруга (с 1774) князя Ю. В. Долгорукова.                                                             |
| 6  | 5 апреля 1797                    |         | Еропкина, Елизавета Михайловна                                                | 1727—1800  | Супруга генерал-аншефа П. Д. Еропкина                                                                 |
| 7  | 5 апреля 1797                    |         | Каменская, Анна Павловна, графиня                                             | 1749—1826  | Супруга графа М. Ф. Каменского                                                                        |
| 8  | 5 апреля 1797                    |         | Мнишек, Урсула, графиня                                                       | 1750—1808  | Супруга (с 1781) графа Михаила Мнишека                                                                |
| 9  | 5 апреля 1797                    |         | Нарышкина, Марина Осиповна                                                    | 1741—1800  | Супруга (с 1759) обер-шталмейстера Л. А. Нарышкина                                                    |
| 10 | 5 апреля 1797                    |         | Радзивилл, Елена княгиня                                                      | 1753—1821  | Супруга (с 1771) князя М. И. Радзивилла                                                               |
| 11 | 20 июля 1797                     |         | де Тарант, Луиза Эммануиловна (фр. Louise-Emmanuelle de Châtillon), принцесса | 1743—1814  | Супруга герцога Ла Тремуйль, Шарль-Бретань-Мари                                                       |
| 12 | 6 сентября 1798                  |         | Лопухина, Екатерина Николаевна княгиня                                        | 1763—1839  | Вторая супруга (с 1786) П. В. Лопухина                                                                |
| 13 | 17 апреля 1799                   |         | Пален, Ульяна (Юлиана) Ивановна, графиня                                      | 1751—1814  | Супруга (с 1773) барона, с 1799 графа П. А. Палена                                                    |
| 14 | 8 февраль 1800                   |         | Гагарина, Анна Петровна, княгиня                                              | 1777—1805  | Супруга (с 1800) князя П. Г. Гагарина                                                                 |

### ЭпохаАлександра I(1801—1825)
| №  | Дата назначения                     | Портрет | Имя                                                              | Годы жизни | Примечание                                    |
| -- | ----------------------------------- | ------- | ---------------------------------------------------------------- | ---------- | --------------------------------------------- |
| 1  | 15 сентября 1801 (в день коронации) |         | Головкина, Екатерина Александровна, графиня                      | 1733—1821  | Супруга (с 1750) графа Г. И. Головкина        |
| 2  | 15 сентября 1801                    |         | Прозоровская, Анна Михайловна, княгиня                           | 1749—1824  | Супруга (с 1780) князя А. А. Прозоровского    |
| 3  | 15 сентября 1801                    |         | Варвара Ивановна Суворова-Рымникская графиня, княгиня Италийская | 1750—1806  | Супруга (с 1774) А. В. Суворова               |
| 4  | 12 декабря 1801                     |         | Остерман, Анна Васильевна графиня                                | 1732—1809  | Супруга графа Ф. А. Остермана.                |
| 5  | 18 ноября 1806                      |         | Голенищева-Кутузова, Евдокия (Авдотья) Ильинична                 | 1743—1807  | Супруга И. Л. Голенищева-Кутузова             |
| 6  | 18 ноября 1806                      |         | Голицына, Наталья Петровна, княгиня                              | 1744—1837  | Супруга (с 1766) князя В. Б. Голицына         |
| 7  | 18 ноября 1806                      |         | Гудович, Прасковья Кирилловна, графиня                           | 1755—1808  | Супруга графа И. В. Гудовича                  |
| 8  | 1 января 1808                       |         | Волконская, Александра Николаевна, княгиня                       | 1757—1834  | Супруга (с 1777 года) князя Г. С. Волконского |
| 9  | 1 января 1808                       |         | Нарышкина, Мария Алексеевна                                      | 1762—1822  | Супруга А. Л. Нарышкина                       |
| 10 | 1811                                |         | Армфельт, Гедвига Понтусовна, графиня                            | 1761—1832  | Супруга Г. М. Армфельта                       |
| 11 | 30 августа 1812                     |         | Голенищева-Кутузова, Екатерина Ильинична, светлейшая княгиня     | 1754—1824  | Супруга М. И. Кутузова                        |
| 12 | 30 августа 1814                     |         | Барклай-де-Толли, Елена Ивановна                                 | 1770—1828  | Супруга (с 1793) князя М. Б. Барклая-де-Толли |
| 13 | 12 января 1820                      |         | Витгенштейн, Антуанетта Станиславовна, графиня                   | 1779—1855  | Супруга (1798) графа П. Х. Витгенштейна       |
| 14 | 24 февраля 1824                     |         | Адлерберг, Юлия Фёдоровна                                        | 1760—1839  | Начальница Смольного института                |

### ЭпохаНиколая I(1825—1855)
| №  | Дата назначения                    | Портрет | Имя                                                 | Годы жизни | Примечание |
| -- | ---------------------------------- | ------- | --------------------------------------------------- | ---------- | --- |
| 1  | 22 августа 1826 (в день коронации) |         | Глебова-Стрешнева, Елизавета Петровна               | 1751—1837  | Супруга (с 1772) Ф. И. Глебова                                                                                 |
| 2  | 22 августа 1826                    |         | Голицына, Татьяна Васильевна, княгиня               | 1783—1841  | Супруга (с 1800) князя Д. В. Голицына                                                                          |
| 3  | 22 августа 1826                    |         | Гурьева, Прасковья Николаевна, графиня              | 1764—1830  | Супруга (с 1785) графа Д. А. Гурьева                                                                           |
| 4  | 22 августа 1826                    |         | Долгорукова, Екатерина Фёдоровна, княгиня           | 1769—1849  | Супруга (с 1786) князя В. В. Долгорукова                                                                       |
| 5  | 22 августа 1826                    |         | Зайончек, Александра Яковлевна, княгиня             | ум. 1845   | Супруга (с 1786) князя Юзефа Зайончека                                                                         |
| 6  | 22 августа 1826                    |         | Замойская, Софья Адамовна, графиня                  | 1778—1837  | Супруга (с 1798) графа С. Замойского                                                                           |
| 7  | 22 августа 1826                    |         | Кочубей, Мария Васильевна, графиня                  | 1779—1844  | Супруга (с 1799) графа В. П. Кочубея В 1831 году пожалована с мужем в княжеское достоинство                    |
| 8  | 22 августа 1826                    |         | Куракина, Наталья Ивановна княгиня                  | 1766—1831  | Супруга (с 1783) князя А. Б. Куракина                                                                          |
| 9  | 22 августа 1826                    |         | Плещеева, Наталья Федотовна                         | 1768—1855  | Супруга вице-адмирала С. И. Плещеева                                                                           |
| 10 | 22 августа 1826                    |         | Толстая, Мария Алексеевна, графиня                  | 1771—1826  | Супруга графа П. А. Толстого                                                                                   |
| 11 | 20 апреля 1827                     |         | Апраксина, Екатерина Владимировна                   | 1770—1854  | Супруга (с 1793) С. С. Апраксина                                                                               |
| 12 | 29 февраля 1828                    |         | Ливен, Дарья Христофоровна, графиня                 | 1785—1857  | Супруга (c 1800) графа Х. А. Ливена                                                                            |
| 13 | 21 апреля 1828                     |         | Пашкова, Екатерина Александровна                    | 1768—1835  | Супруга В. А. Пашкова                                                                                          |
| 14 | 11 мая 1829                        |         | Брониц, Мария Антоновна                             |            | Супруга обер-гофмаршала, тетка княгини Лович                                                                   |
| 15 | 11 мая 1829                        |         | Соболевская, Изабелла Ивановна, графиня             | 1776—1858  | Супруга графа Валентина Соболевcкого                                                                           |
| 16 | 16 июня 1829                       |         | Паскевич, Елизавета Алексеевна                      | 1791—1856  | Супруга (с 1817) И. Ф. Паскевича                                                                               |
| 17 | 1829                               |         | Дибич-Забалканская, Анна (Женни) Егоровна, графиня  | 1798—1830  | Супруга (с 1815) графа И. И. Дибич-Забалканского                                                               |
| 18 | 13 июня 1830                       |         | Гутаковская, Мария Матвеевна                        | 1766—1843  | Вторая супруга (с 1799) канцлера Людика Гутаковского                                                           |
| 19 | 7 ноября 1831                      |         | Муханова, Варвара Дмитриевна                        | 1774—1845  | Супруга С. И. Муханова                                                                                         |
| 20 | 1832                               |         | Белосельская-Белозерская, Анна Григорьевна, княгиня | 1773—1846  | Вторая супруга (с 1795) князя А. М. Белосельского-Белозерского                                                 |
| 21 | 1832                               |         | Волконская, Софья Григорьевна, княгиня              | 1785—1868  | Супруга светлейшего князя П. М. Волконского                                                                    |
| 22 | 30 июня 1835                       |         | Салтыкова, Екатерина Васильевна, светлейшая княгиня | 1791—1863  | Супруга светлейшего князя С. Н. Салтыкова Гофмейстерина императрицы Марии Александровны                        |
| 23 | 21 апреля 1836                     |         | Нессельроде, Мария Дмитриевна, графиня              | 1786—1849  | Супруга графа К. В. Нессельроде                                                                                |
| 24 | 5 декабря 1837                     |         | Васильчикова, Татьяна Васильевна, графиня           | 1793—1875  | Вторая супруга (с 1816) графа И. В. Васильчикова В 1839 году пожалована вместе с мужем в княжеское достоинство |
| 25 | 5 декабря 1837                     |         | Чернышёва, Елизавета Николаевна, княгиня            | 1808—1872  | Третья супруга (с 1825) князя А. И. Чернышёва                                                                  |
| 26 | 15 августа 1838                    |         | Воронцова, Елизавета Ксаверьевна, графиня           | 1792—1880  | Супруга (с 1819) графа М. С. Воронцова                                                                         |
| 27 | 25 марта 1839                      |         | Бенкендорф, Елизавета Андреевна, графиня            | 1788—1857  | Супруга (с 1817) графа А. Х. Бенкендорфа                                                                       |
| 28 | 1 июля 1839                        |         | Баранова, Юлия Фёдоровна, графиня                   | 1789—1864  | Супруга (с 1806) камергера Т. О. Баранова В 1846 году пожалована в графское достоинство.                       |
| 29 | 31 мая 1841                        |         | Ржевуская, Розалия Александровна, графиня           | 1788—1865  | Супруга (с 1805) графа Вацлава Ржевуского                                                                      |
| 30 | 30 июня 1847                       |         | Фредерикс, Цецилия Владиславовна, баронесса         | 1794—1851  | Супруга барона П. А. Фредерикса                                                                                |
| 31 | 30 июля 1847                       |         | Орлова, Ольга Александровна, графиня                | 1807—1880  | Супруга (с 1826) графа А. Ф. Орлова В 1856 году пожалована с мужем в княжеское достоинство.                    |
| 32 | 20 апреля 1848                     |         | Левашова, Евдокия Васильевна, графиня               | 1796—1868  | Супруга (с 1824) графа В. В. Левашова                                                                          |
| 33 | 20 апреля 1848                     |         | Мятлева, Прасковья Ивановна                         | 1772—1859  | Супруга (с 1795) камергера П. В. Мятлева                                                                       |
| 34 | 5 декабря 1848                     |         | Волконская, Екатерина Алексеевна, княгиня           | 1770—1853  | Супруга князя Д. П. Волконского                                                                                |
| 35 | 22 августа 1851                    |         | Клейнмихель, Клеопатра Петровна, графиня            | 1811—1865  | Вторая супруга (с 1832) графа П. А. Клейнмихеля                                                                |
| 36 | 23 апреля 1854                     |         | Бутурлина, Елизавета Михайловна                     | 1805—1859  | Супруга (с 1824) Д. П. Бутурлина                                                                               |
| 37 | 23 апреля 1854                     |         | Рибопьер, Екатерина Михайловна, графиня             | 1788—1872  | Супруга (с 1809) графа А. И. Рибопьера                                                                         |
| 38 | 18 ноября 1854                     |         | Шаховская, Софья Алексеевна, княгиня                | 1790—1878  | Супруга (с 1820) князя И. Л. Шаховского                                                                        |

### ЭпохаАлександра II(1855—1881)
| №  | Дата назначения                    | Портрет | Имя                                                               | Годы жизни | Примечание                                                                        |
| -- | ---------------------------------- | ------- | ----------------------------------------------------------------- | ---------- | --------------------------------------------------------------------------------- |
| 1  | 26 августа 1856 (в день коронации) |         | Адлерберг, Мария Васильевна, графиня                              | 1797—1870  | Супруга (с 1817) графа В. Ф. Адлерберга                                           |
| 2  | 26 августа 1856                    |         | Горчакова, Агафоклея Николаевна, княгиня                          | 1802—1888  | Супруга князя М. Д. Горчакова                                                     |
| 3  | 26 августа 1856                    |         | Дадиани, Екатерина Александровна, княгиня, правительница Мегрелии | 1816—1882  | Супруга (с 1838) владетельного князя Давида I Дадиани                             |
| 4  | 23 апреля 1861                     |         | Долгорукова, Екатерина Дмитриевна, княгиня                        | 1801—1881  | Супруга (с 1821) князя Н. В. Долгорукова                                          |
| 5  | 23 апреля 1861                     |         | Протасова, Наталья Дмитриевна, графиня                            | 1803—1880  | Супруга графа Н. А. Протасова. Пожалована в гофмейстерины в марте 1865 года       |
| 6  | 23 апреля 1861                     |         | Строганова, Юлия Петровна, графиня                                | 1782—1864  | Вторая супруга (с 1827) графа Г. А. Строганова                                    |
| 7  | 7 июня 1867                        |         | Берг, Леопольдина Францовна, графиня                              | 1786—1874  | Супруга (с 1832) графа Ф. Ф. Берга                                                |
| 8  | 7 июня 1867                        |         | Леонтьева, Мария Павловна                                         | 1792—1874  | Супруга (с 1810) Н. Н. Леонтьева Начальница Смольного института благородных девиц |
| 9  | 1869                               |         | Щербатова, София Степановна, княгиня                              | 1798—1885  | Вторая супруга (с 1817) князя А. Г. Щербатова                                     |
| 10 | 1871                               |         | Панина, Наталья Павловна, графиня                                 | 1810—1899  | Супруга (с 1835) графа В. Н. Панина                                               |
| 11 | 1872                               |         | Адлерберг, Екатерина Николаевна, графиня                          | 1822—1910  | Супруга (с 1842) графа А. В. Адлерберга                                           |
| 12 | 1873                               |         | Куракина, Юлия Фёдоровна, княгиня                                 | 1814—1881  | Супруга (с 1835) князя А. Б. Куракина                                             |
| 13 | 1874                               |         | Барятинская, Елизавета Дмитриевна, княгиня                        | 1835—1899  | Супруга (с 1863) князя А. И. Барятинского                                         |
| 14 | 1874                               |         | Захаржевская, Елена Павловна                                      | 1804—1889  | Супруга (с 1829) Г. А. Захаржевского                                              |
| 15 | 1875                               |         | Коцебу, Елизавета Петровна, графиня                               | 1818—1902  | Супруга (с 1837) графа П. Е. Коцебу                                               |
| 16 | 1876                               |         | Четвертинская, Надежда Фёдоровна, княгиня                         | 1792—1883  | Супруга (с 1811) князя Б. А. Четвертинского                                       |

### ЭпохаАлександра III(1881—1894)
| №  | Дата назначения                | Портрет | Имя                                            | Годы жизни | Примечание                                                                      |
| -- | ------------------------------ | ------- | ---------------------------------------------- | ---------- | ------------------------------------------------------------------------------- |
| 1  | 28 марта 1882                  |         | Кочубей, Елена Павловна, княгиня               | 1812—1888  | Супруга (с 1847) князя В. В. Кочубея. С 02.01.1885 года обер-гофмейстрина двора |
| 2  | 22 июля 1882                   |         | Голицына, Луиза Трофимовна, княгиня            | 1810—1887  | Супруга (с 1832) князя М. Ф. Голицына                                           |
| 2  | 15 мая 1883 (в день коронации) |         | Барятинская, Елизавета Александровна, княгиня  | 1826—1902  | Супруга (с 1846) князя В. И. Барятинского                                       |
| 2  | 15 мая 1883                    |         | Будберг, Мария Павловна, баронесса             | 1819—1913  | Супруга (с 1846) барона А. Ф. Будберга                                          |
| 5  | 15 мая 1883                    |         | Вяземская, Мария Аркадьевна, княгиня           | 1819—1889  | Супруга (с 1848) князя П. П. Вяземского                                         |
| 6  | 15 мая 1883                    |         | Толстая, Софья Дмитриевна, графиня             | 1827—1907  | Супруга (с 1853) графа Д. А. Толстого                                           |
| 7  | 1888                           |         | Строганова, Анна Дмитриевна, графиня           | 1828—1906  | Супруга (с 1851) графа П. С. Строганова                                         |
| 8  | 1891                           |         | Гейден, Елизавета Николаевна, графиня          | 1833—1894  | Супруга (с 1854) графа Ф. Л. Гейдена                                            |
| 9  | апрель 1891                    |         | Нарышкина, Елизавета Алексеевна                | 1838—1928  | Супруга камергера А. Д. Нарышкина Обер-гофмейстерина двора с 1910 по 1917 года  |
| 10 | 1894                           |         | Голицына, Мария Михайловна, светлейшая княгиня | 1834—1910  | Супруга (с 1857) светлейшего князя В. Д. Голицына Обер-гофмейстерины двора      |

### ЭпохаНиколая II(1894—1917)
| №  | Дата награждения               | Портрет | Имя                                                 | Годы жизни | Примечание                                                                                             |
| -- | ------------------------------ | ------- | --------------------------------------------------- | ---------- | --- |
| 1  | 14 мая 1896 (в день коронации) |         | Альбединская, Александра Сергеевна                  | 1834—1913  | Супруга (с 1862) П. П. Альбединского                                                                   |
| 2  | 14 мая 1896                    |         | Воронцова-Дашкова, Елизавета Андреевна, графиня     | 1845—1924  | Супруга (с 1867) графа И. И. Воронцова-Дашкова                                                         |
| 3  | 14 мая 1896                    |         | Гагарина, Софья Андреевна, княгиня                  | 1822—1908  | Вторая супруга (с 1848) князя Г. Г. Гагарина                                                           |
| 4  | 14 мая 1896                    |         | Пален, Елена Карловна, графиня                      | 1833—1910  | Супруга (с 1857) графа К. И. Палена                                                                    |
| 5  | 14 мая 1896                    |         | Трубецкая, Надежда Борисовна, княгиня               | 1812—1909  | Супруга (с 1834) князя А. И. Трубецкого                                                                |
| 6  | 22 июля 1898                   |         | Карамзина, Аврора Карловна                          | 1808—1902  | Супруга (с 1846) А. Н. Карамзина                                                                       |
| 7  | 1901                           |         | Рихтер, Елизавета Константиновна                    | 1841—1916  | Супруга (с 1867) О. Б. Рихтера В 1908 году пожалована за заслуги умершего мужа в баронское достоинство |
| 8  | 1903-1906                      |         | Багратион-Мухранская, Елизавета Николаевна, княгиня | 1840—1916  | Супруга (c 1858) князя К. И. Багратион-Мухранского                                                     |
| 9  | 1903-1906                      |         | Мусина-Пушкина, Любовь Александровна, графиня       | 1833—1917  | Супруга (с 1852) графа А. И. Мусина-Пушкина                                                            |
| 10 | 1903-1906                      |         | Фредерикс, Ядвига Алоизиевна, баронесса             | 1838—1919  | Супруга барона В. Б. Фредерикса В 1913 году пожалована с мужем в графское достоинство                  |
| 11 | 10 апреля 1910                 |         | Олсуфьева, Александра Андреевна, графиня            | 1846—1929  | Супруга графа А. В. Олсуфьева Гофмейстерина великой княгини Елизаветы Фёдоровны (с 1891 по 1910)       |
| 12 | 1912                           |         | Долгорукова, Ольга Петровна, княгиня                | 1848—1927  | Супруга (с 1868) князя А. С. Долгорукова                                                               |
| 13 | 1912                           |         | Козен, Александра Алексеевна                        | 1840—1919  | Супруга (с 1870) А. Ф. Козена                                                                          |
| 13 | 1912                           |         | Уварова, Прасковья Сергеевна, графиня               | 1840—1924  | Супруга (с 1859) графа А. С. Уварова                                                                   |
| 14 | 1912                           |         | Шереметева, Екатерина Павловна, графиня             | 1849—1929  | Супруга (с 1868) графа С. Д. Шереметева                                                                |
| 15 | 14 ноября 1913                 |         | Барятинская, Надежда Александровна, княгиня         | 1847—1920  | Супруга (с 1869) князя В. А. Барятинского                                                              |
| 16 | 1914                           |         | Апраксина, Александра Михайловна                    | 1829—1916  | Супруга (с 1848) В. В. Апраксина                                                                       |
| 17 | 1915                           |         | Нарышкина, Александра Николаевна                    | 1839—1918  | Вторая супруга (с 1871) Э. Д. Нарышкина                                                                |